# Ingrid Schampel
Ingrid Schampel (* 1931 in Bad Godesberg) ist eine deutsche Autorin und Heimatforscherin.

## Leben
Ingrid Schampel wurde 1931 als Tochter eines Arztes geboren und wuchs im Godesberger Villenviertel auf. Sie ist Enkelin des Theologen Heinrich Stuhrmann. Nach fünfzehn Jahren Tätigkeit als Arzthelferin begann sie während eines Aufenthalts in Spanien, für deutsche Zeitungen Musikkritiken zu schreiben.
Seit Ende der 1980er Jahre veröffentlichte sie eine Reihe von Büchern, darunter Kriminal- und Familienromane mit regionalem Bezug. Darüber hinaus verfasste sie eine größere Zahl lokalhistorischer Aufsätze, die sie in verschiedenen regionalen Publikationen veröffentlichte.

## Veröffentlichungen (Auswahl)
- Masken, Mord und Schneeblockade. Ein Kriminalroman aus dem Westerwald. Göttingen 1988, ISBN 978-3-88415-595-0.
- Bonner Serenade. Träumerei im Jugendstil. Konstanz 1992, ISBN 978-3-7621-1505-2.
- Berliner Intermezzo. Die stürmischen Zwanziger. Konstanz 1994, ISBN 978-3-7621-1504-5.
- Bad Godesberg und ich. Sankt Augustin 1995, ISBN 978-3-929634-06-8.
- Der Kniesbüggel. Rheinische Geschichten aus Bad Godesberg und Bonn. Sankt Augustin 1997, ISBN 978-3-929634-19-8.
- Die Frau in Lang. Roman, Sankt Augustin 1998, ISBN 978-3-929634-34-1.
- Gute Besserung, Herr Doktor! Humorvolle Episoden aus Bonn und Bad Godesberg für Gesunde und Kranke. Sankt Augustin 2000, ISBN 978-3-931543-69-3.
- Drei Frauen und kein Mord. Eine Kriminalgeschichte aus Bad Godesberg. Sankt Augustin 2002, ISBN 978-3-936253-13-9.
- (L)ach was! Rheinische Glossen und andere Katastrophen. Sankt Augustin 2002, ISBN 978-3-936253-17-7.
- Rodenkirchener Quartett. Krimi, Sankt Augustin 2003, ISBN 978-3-936253-16-0.
- Der Wachtberg-Wächter. Krimi, Sankt Augustin 2003, ISBN 978-3-936253-23-8.
- Feindliche Brüder. Krimi, Sankt Augustin 2004, ISBN 978-3-936253-27-6.
- Die schamlosen Offenbarungen der Mrs. Warren. Erotische Geständnisse ohne Tabus. Radeberg 2024, ISBN 978-3-98727-276-9.